# 布拉希夫卡 (聶伯彼得羅夫斯克州)
48°36′0″N 35°39′59″E / 48.60000°N 35.66639°E

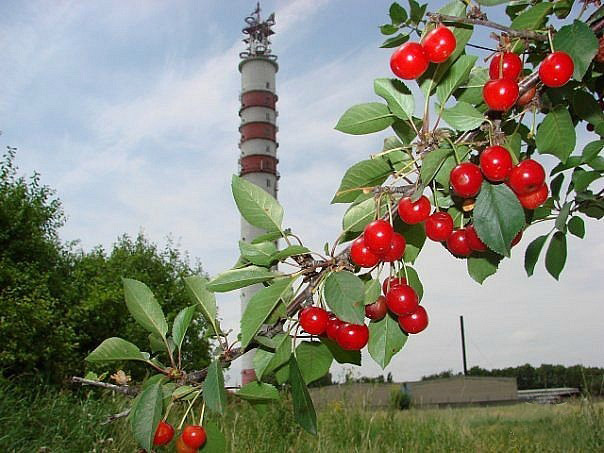
广播中转塔

布拉希夫卡（烏克蘭語：Булахівка）是烏克蘭中部第聶伯羅彼得羅夫斯克州巴甫洛赫拉德区的村落。處於別列茲涅古瓦塔河畔，距離卡拉比尼夫卡3公里，海拔高度64米。